# Болама
Болама (порт. Ilha Bolama) — один из островов архипелага Бижагош Гвинеи-Бисау (9-й в плане общей площади, второе место по численности населения). Здесь расположен одноимённый город, центр региона Болама. На острове проживает около 10000 жителей.
Длина острова составляет 22,3 км, в то время как ширина не превышает 9,2 км. Самая высокая точка достигает высоты 29 м над уровнем моря (в западной части острова). На его поверхности (65 км) перевешивает разнообразный ландшафт низменность. Его расчлененное побережье (с несколькими пляжами) имеет общую длину 70,7 км.